# Kościół św. Franciszka Ksawerego w Rożniawie
Kościół św. Franciszka Ksawerego (też: kościół jezuicki, kościół szkolny; słow. kostol sv. Františka Xaverského) – rzymskokatolicki kościół z połowy XVII w. w słowackim mieście Rożniawa.
Kościół (nieorientowany) znajduje się w centrum rożniawskiego Rynku (słow. Námestie baníkov), przylegając od strony południowo-zachodniej do wieży strażniczej. Od strony południowo-wschodniej do bryły kościoła przylega ciąg niskich, murowanych budynków – dawnych warsztatów rzemieślniczych i kramów.
Kościół ufundował arcybiskup ostrzyhomski Jerzy Lippay. Wzniesiono go na miejscu spalonego ratusza i szkoły protestanckiej. Kościół zaczęli wznosić jezuici w roku 1658, jednak budowa postępowała bardzo powoli – korpus świątyni ukończono dopiero w 1666 r. Krótko po tym, kiedy w czasie powstanie Thökölyego w 1682 r. jezuitów wygnano z miasta, prace w ogóle wstrzymano. Po powrocie jezuitów w 1687 r. kościół dokończono, dobudowując fasadę. Później, po kasacie zakonu jezuitów (1773) i opuszczeniu przez nich Rożniawy, świątynię przejęli na krótko franciszkanie, a po nich, w 1778 r. – premonstratensi. W rękach premonstratensów, którzy w Rożniawie założyli gimnazjum, kościół pozostał aż do nacjonalizacji szkoły w 1920 roku. W przeszłości do kościoła uczęszczali głównie, w ramach zajęć dydaktycznych, katoliccy licealiści, dlatego też przylgnęła do niego nazwa kościoła szkolnego (uczniowskiego). Obecnie w świątyni posługują rożniawscy salezjanie.
Kościół jest murowaną budowlą utrzymaną w stylu barokowym, jednonawową, bezwieżową, z prostokątnie zamkniętym prezbiterium. Elewacja frontowa budowli, objęta dwoma pilastrami o gładkich trzonach, zwieńczona jest szczytem o falistym wykroju, nad którym dominuje jezuicki krzyż. Na elewacji frontowej, po lewej i prawej stronie dużego okna nad portalem wejściowym, znajdują się dwie nisze z drewnianymi posągami, przedstawiającymi króla Dawida (po stronie prawej) i Mojżesza (po lewej). Przypuszcza się, że jezuici przywieźli je z Rzymu. Przypominają one prace renesansowego twórcy, Donatella. Pod kościołem znajduje się krypta, w której chowani byli zakonnicy. W przeszłości przestrzeń ta była prawdopodobnie piwnicą pierwotnego ratusza.
Na początku lat 90. XX w. rozebrano prawie cały barokowy wystrój kościoła i do dziś jego elementy nie powróciły do świątyni. Z pierwotnego wyposażenia kościoła zachowały się jedynie fragmenty bocznego ołtarza św. Jana Nepomucena, który jest patronem diecezji rożniawskiej i którego kult był na tym terenie niezwykle rozpowszechniony.
Wśród wyposażenia wnętrza świątyni należy w pierwszym rzędzie wymienić obraz w ołtarzu głównym, przedstawiający św. Franciszka Ksawerego z 1904 r., autorstwa rożniawskiego malarza Antona Lammela. Spośród innych elementów wystroju kościoła należy wspomnieć także obraz ołtarzowy przedstawiający wniebowzięcie św. Jana Nepomucena, obraz przedstawiający polskiego jezuitę Stanisława Kostkę i nowszy obraz z postacią ks. Bosko. Słynny posąg św. Rozalii w jaskini umieszczono poza ołtarzem, w tylnym pomieszczeniu od strony wieży, a piękny rokokowy obraz z wyobrażeniem Zwiastowania Najświętszej Marii Panny przeniesiono z południowego, nieistniejącego już ołtarza bocznego i zawieszono luźno na ścianie kościoła.
Po lewej stronie fasady, obok kościoła, znajduje się niewielka kaplica z drugiej połowy XVIII w. z rzeźbą przedstawiającą Jana Nepomucena – patrona Rożniawy.